# Battlefield (Band)
Battlefield war eine deutsche Power- und Thrash-Metal-Band aus Freiberg am Neckar und Ludwigsburg, Baden-Württemberg, die im Jahr 1987 gegründet wurde und sich ca. 1993 wieder trennte.

## Geschichte
Die Band wurde im Januar 1987 von den Gitarristen Arthur Schilling und Frank Nitti gegründet. Kurze Zeit später kamen Schlagzeuger Gerd Haußmann, Bassist Andi Rückle und Sängerin Corinna „Conny“ Ernst dazu. Im selben Jahr erschien die EP We Come to Fight über ihr eigenes Label T.R.C. Records. Nach dem Bankrott des Labels folgte im Jahr 1990 das Demo Time to Rethink. Danach trat Sängerin Ernst der Band Ivanhoe bei und wurde durch Tanja Ivenz ersetzt. Daraufhin folgte im Jahr 1991 über Rising Sun Records das Debütalbum Still and Ever Again. Das zweite Album schloss sich im Jahr 1993 über dasselbe Label unter dem Namen Spirit of Time an. Darauf waren als neue Mitglieder Bassist Patrick Renner und Schlagzeuger Stephan Fiedler zu hören. Kurz nach der Veröffentlichung stieg Fiedler aus, und obwohl man nach einem Nachfolger suchte und ein weiteres Album in Planung hatte, ging die Band der Auflösung entgegen. Battlefield spielte in ihrer Karriere zusammen mit Gruppen wie Psychotic Waltz, Gypsy Kyss und Life Artist.

## Stil
Die Band spielte eine Mischung aus Power- und Thrash-Metal, wobei der weibliche Gesang als Besonderheit galt. Von Beginn an wurde versucht, trotz des eingestandenen Klischeenamens gute Liedtexte zu schreiben, zunächst hauptsächlich Antikriegstexte, durch Ivenz später Texte über Entfremdung im Wohlstand, Leben im Rollstuhl und Frauenleid im Krieg.

## Diskografie
- We Come to Fight (EP, 1987, T.R.C. Records)
- Time to Rethink (Demo, 1990, Eigenveröffentlichung)
- Still and Ever Again (Album, 1991, Rising Sun Records)
- Spirit of Time (Album, 1993, Rising Sun Records)